# زيلدا نوردلينجر
زيلدا نوردلينجر (1932 – ت. 18 مارس 2008) هي ناشطة نسوية أمريكية كانت تدافع عن حقوق المرأة، وكانت تعمل منسقة لدى المنظمة الوطنية للمرأة (NOW) فرع فيرجينيا في الستينيات.

## مطلع حياتها
وُلدت زيلدا كيه. نوردلينجر عام 1932 في ولاية جنوب كارولينا، وهي ابنة جوزيف وأليس كينغوف. وانتقلت إلى ريتشموند فيرجينيا عام 1947. تخرجت في مدرسة توماس جيفرسون الثانوية عام 1950، ثم التحقت بكلية مارجوري ويبستر الابنة وتخرجت فيها عام 1952. ولاحقًا درست في مدرسة سالي هوبكينز للتمريض التطبيقي، وبعدها حصلت على درجة بكالريوس الآداب من جامعة فيرجينيا كومنولث عام 1984.

## حياتها المهنية
تأثرت زيلدا بكتاب بيتي فريدان ذي النفوذ الواسع: «اللغز الأنثوي». وشجعها الكتاب على تسخير مجهوداتها في سبيل تمكين نساء منطقة ريتشموند وتوحيدهم جهودهم في أواخر الستينيات. وكانت تأمل زيلدا أن تجتمع مع النساء المحليات لمناقشة قضايا النساء وأهدافهن وتجاربهن عن طريق تكوين فريق نقاش. ولهذا الغرض قامت بلصق المنشورات على المنشآت المحلية كي تحظى بالتأييد والوعي الكافي لتحقيق أهدافها، ونجحت في النهاية في تكوين جمعية حقوق المرأة في ريتشموند، فيرجينيا. وتضمنت الجمعية عددًا لا بأس به من النساء ومن بينهم ناشطة حقوق المرأة ماري هولت وولفورك كارلتون، وفي نهاية المطاف شكلت تلك المجموعة من السيدات فرع ريتشموند التابع للمنظمة الوطنية للمرأة (NOW). وتهدف تلك المنظمة إلى تحقيق المساواة لصالح النساء عن طريق إلغاء السياسات المتحيزة التي تقيد من حقوق المرأة، ومن بينها: قوانين الإنجاب، وفرص العمل والاحتراف المهني، والتمثيل السياسي، والوصم المجتمعي.
وبعد انضمام أعضاء الجمعية التي تناشد بتعديل الدستور للمنظمة عام 1974 تغيرت الأمور إلى الأفضل. فقد شرعت المجموعة الجديدة في استكمال الإجراءات والتنظيمات اللازمة، وحظيت بنجاح كبير. وقد أدى اتحاد المجموعتين وإنشاء فرع للمنظمة في ريتشموند إلى التركيز على أهداف أكبر وأشمل لصالح النساء.
وكان لزيلدا دور فعال في قيادة وتنظيم أنشطة المنظمة الوطنية للنساء، ونصبت تركيزها في المقام الأول على السعي وراء حقوق الإنجاب، والحماية التشريعية لضحايا الاغتصاب، ومكافحة التمييز الجنسي، والفصل بين الجنسين في المنشآت المحلية، والتمييز الجنسي في إعلانات الوظائف في جرائد ريتشموند. وزاد نفوذها ودفاعها عن حقوق المرأة نيابة عن النساء في خلال العقود الثلاثة التالية، واكتسبت خلالها شهرة داخل الحركة النسوية مما أعطاها فرصة الانخراط في تلك الحركة. وشغلت منصبًا في المنظمة الوطنية للنساء داخل فرقة العمل التشريعية المعنية بقضية الاغتصاب، وفي نهاية المطاف صارت منسقة الحركة على مستوى ولاية فيرجينيا. كما أنها تعاونت مع عدة جمعيات أخرى مثل جمعية تنظيم الأسرة الأمريكية في فيرجينيا، ومؤسسة فيرجينيا للمرأة، واتحاد النساء الدولي للسلام والحرية، والاتحاد الأمريكي للحريات المدنية، واللوبي النسائي في فيرجينيا. وبالإضافة إلى ذلك شاركت زيلدا في المجالس الانتخابية السياسية الخاصة بالنساء. وفي خلال فترة حياتها العملية قامت زيلدا بالضغط على الجمعية التشريعية في فيرجينيا من أجل إصلاح قوانين الإجهاض والاغتصاب بالإضافة إلى التصديق على تعديل الدستور الأمريكي لضمان حقوق المساواة.

## الأنشطة المثيرة للجدل
أنفقت زيلدا نوردلينجر جزءًا كبيرًا من أواخر حياتها في تنظيم حركة حقوق المرأة والمشاركة فيها عن طريق تنظيم الاحتجاجات، وإرسال الخطابات، وإلقاء الخطب، والضغط السياسي، وتنظيم المسيرات، والمشاركة في المناظرات. ومن بين أبرز إنجازات زيلدا وأكثرها عرضة للجدل هو مشاركتها في الاضراب الذي عُقد في 26 أغسطس 1970 بالتناسق مع يوم الاضراب الوطني للنساء من أجل المساواة. وفي ذلك اليوم قامت زيلدا إلى جانب ثلاثة ناشطات أخريات بتنظيم اعتصام داخل المركز التجاري المحلي المعروف بـ«Thalhimers»، وذلك بهدف الضغط على المركز التجاري حتى يسمح بدخول النساء في حانة الحساء المخصصة للرجال. وقد نظمت زيلدا احتجاجات أخرى متعلقة بالتمييز الجنسي في إعلانات الوظائف المعلنة على الصحف والمجلات داخل منطقة ريتشموند، حيث شرعت في توزيع المنشورات والكتيبات المنددة بهذه السياسات المتحيزة التي تمارسها تلك المؤسسات التجارية، وذلك أمام مقر جريدة ريتشموند تايمز ونيوز ليدر. وفي 12 أكتوبر 1971 عاودت زيلدا إثارة الجدل من جديد عندما تحدثت إلى نادي زوجات ضباط فورت لي بشأن تحرير المرأة أمام معسكر الحرس الوطني التابع لجيش فيرجينيا. وقد دعاها رئيس النادي أن تلقي خطابها، ولكن آرائها المتطرفة بشأن الجيش والعمالة المنزلية قوبلت بسيل من الاعتراضات الغاضبة. ولذلك أقام الأفراد الحاضرين حاجزًا لمنعها من دخول الحدث، وأظهروا امتعاضهم من وجود شخصية نسوية مثلها تحاول أن تشارك آرائها. وكان من بين هؤلاء الأفراد المحتجين الصحفي روث شوي الذي استنكر خطاب زيلدا قائلًا: «تراجعت حركة تحرير المرأة عشر سنوات إلى وراء حينما حاولت زيلدا نوردلينجر من المنظمة الوطنية للمرأة أن تتطفل على زوجات الضباط في فورت لي». ورغم هذا الاستنكار العلني إلا أن رئيس النادي الذي دعاها إلى الحديث بعث إليها خطابًا ليشكرها على حضورها، وأشاد بها قائلًا: «قد أيقظت كلماتك عقولًا راكدة وأوضحت لنا ما لم نكن نعي من قبل».

## إرثها
كانت زيلدا نوردلينجر شخصية ذات نفوذ داخل حركة الدفاع عن حقوق المرأة في ريتشموند، وقد حققت نجاحات كثيرة. فقد كان لها الفضل في تحفيز إصدار أول قرار بإصلاح قوانين الاغتصاب في فيرجينيا عن طريق ضغوطها السياسية الناجحة ومراجعة مواثيق الولاية في السبعينيات. وقد أدت جهودها إلى تحسين سبل حماية ضحايا الاغتصاب أثناء المحاكمة، مما يتضمن إنشاء خط ساخن وتجهيز فرقة عمل مكلفة بالبقاء إلى جانب الضحية أثناء المحاكمة، مما يقلل من هول سير العملية القضائية لدى ضحايا الاغتصاب.
وفي خلال حياتها العملية احتفظت زيلدا بمجموعة من النشرات الإعلامية، والصور الفوتوغرافية، والكتيبات، والخطابات، والصحف، وأعداد المجلات، وأشياء أخرى متعلقة بنشاطها السياسي. وتركت تلك المجموعة التي تتكون من 500 مقالة شخصية إلى المؤسسات التعليمية في جميع أنحاء المنطقة المجاورة، ومن بينها جامعة فيرجينيا كومنولث، وكلية ويليام وماري، ومكتبة فيرجينيا. وأتاحت تلك الموارد للعامة فرصة الاطلاع على ديوان أحد أشهر الرموز في تاريخ ريتشموند بالإضافة إلى تاريخ تطور حركة حقوق المرأة ككل. وفي أحد المقابلات التي تمت داخل جامعة فيرجينيا كومنولث قبل وفاتها بعام، عبرت زيلدا عن شعورها نحو مستقبل الحركة، وقالت: «أنا أؤمن أن تطور الحضارة في جميع أرجاء العالم مرتبط بمستقبل النساء، ولا أرى نفعًا من استمرار الرجال في إشعال نيران الحرب. إني أرى الدور الحيوي الذي تلعبه النساء في تقدم مسيرة الحضارة واضحًا، ونتيجة لذلك لا أتوقع سوى مستقبل مشرق لجنس البشر لأنني أعتقد أن نفوذ النساء هو ما سوف يقودنا نحو المستقبل».

## منشوراتها
كتبت زيلدا كتابًا بعنوان «عقد من التغيير لصالح النساء: أين سنتجه بعد ذلك»، وهو يعتمد في أساسه على الإنجازات العديدة التي حققتها المرأة طيلة الفترة ما بين عام 1970 و1980. ومن بين تلك الإنجازات: عقد مجلس الشيوخ الأمريكي أول اجتماع لمناقشة تعديل الدستور لضمان حقوق المساواة عام 1970؛ وفي عام 1971 حظرت مدينة نيويورك التمميز الجنسي في الأماكن العامة؛ وفي عام 1972 أصبحت سالي بريساند أول حاخام أنثى في الولايات المتحدة؛ وفي عام 1973 سمحت المحكمة الدستورية العليا بالإجهاض؛ وفي عام 1974 حظرت المحكمة العليا إجازة الأمومة الإجبارية على المدرسين، والسماح للنساء بالانضمام إلى الأكاديمية البحرية؛ وفي عام 1975 حظرت المحكمة العليا استبعاد النساء من هيئة المحلفين بصفة تلقائية؛ وفي عام 1976 سمحت ناسا للنساء بالخضوع إلى تدريبات رواد الفضاء لأول مرة؛ وفي عام 1978 تجاوز عدد النساء الملتحقات بالكليات عدد الرجال لأول مرة في التاريخ الأمريكي؛ وأخيرًا في عام 1979 أعلنت المحكمة العليا حق القاصرات الدستوري في الإجهاض.

## حياتها الشخصية
تزوجت زيلدا نوردلينجر من مارتن ستانفورد نوردلينجر ومكثت معه حتى وفاتها، وأنجبت منه أربعة أطفال: صمويل أندرو ماركل الثاني، وديبرا مارجاريت ماركل، وجوان نوردلينجر، وشارون نوردلينجر. وهي جدة لسبعة أحفاد كذلك.